# Buitinga lakilingo
Buitinga lakilingo är en spindelart som beskrevs av Huber 2003. Buitinga lakilingo ingår i släktet Buitinga och familjen dallerspindlar.
Artens utbredningsområde är Tanzania. Inga underarter finns listade.